# Ergina
Ergina (LSA) – organiczny związek chemiczny, alkaloid ergolinowy, psychodeliczna substancja psychoaktywna, zaliczana do lizergamidów, w strukturze podobna do LSD. Występuje naturalnie w nasionach powojowatych i niektórych grzybach. Ergina jest główną substancją psychoaktywną w nasionach Rivea corymbosa, powoju hawajskiego (Arygeria nervosa) oraz wilców (Ipomoea). Nasiona tych roślin używane są w obrzędach i rytuałach przez indiańskie plemiona Ameryki Południowej i Środkowej od tysięcy lat. Efekty psychiczne po spożyciu LSA mogą być bardziej przygnębiające i depresyjne niż po LSD. Dawkowanie waha się w przedziale 500 µg – 3 mg a efekty działania w zależności od przyjętej dawki utrzymują się 4 do 12 godzin.